# Upper Camster
Upper Camster è un piccolo borgo che si trova alla sorgente del corso d'acqua Camster Burn, 4 miglia a Nord di Lybster, nella contea di Caithness, nelle Highlands in Scozia ed è nell'area amministrativa dello Highland.
I tumuli grigi di Camster (Grey Cairns of Camster) sono due grandi tumuli a camera del Neolitico situati a circa un quarto di miglio a Nord di Upper Camster. I tumuli, che sono considerati esempi di tumuli a camera del tipo Orcadi-Cromarty, furono costruiti nel terzo o quarto millennio a.C. in una desolata distesa di brughiere paludose coperte di torba nel Flow Country di Caithness.

## Galleria d'immagini

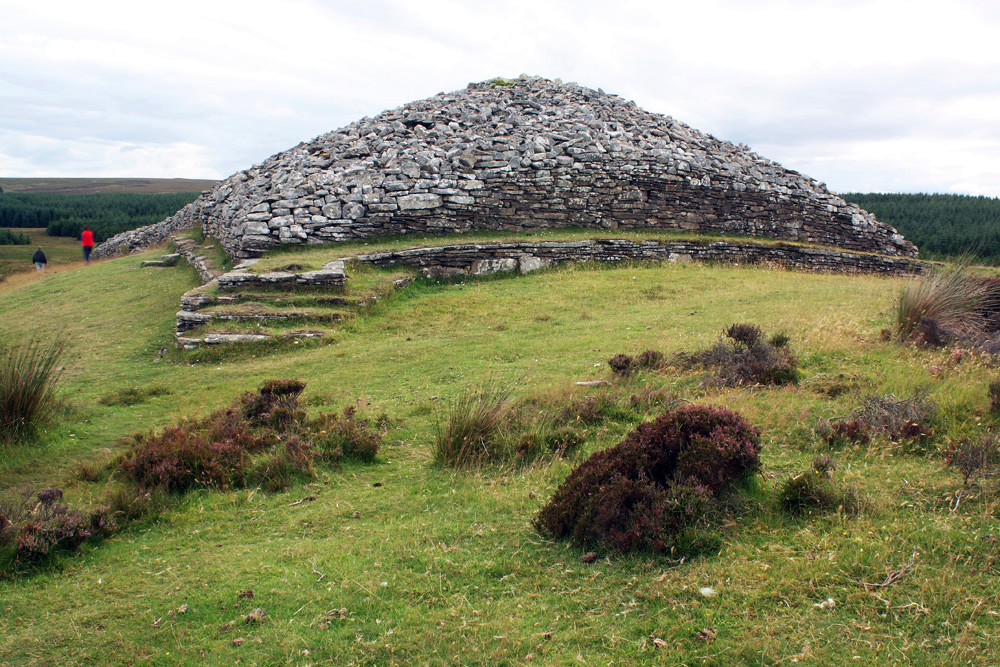
Camster Long Cairn, Upper Camster
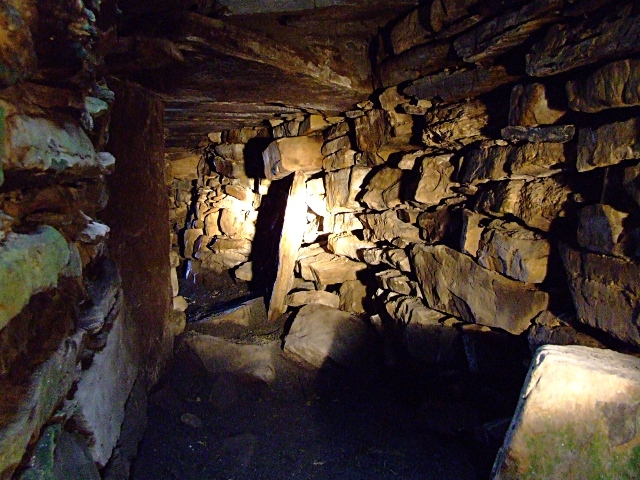
Burial chamber inside Camster Long.
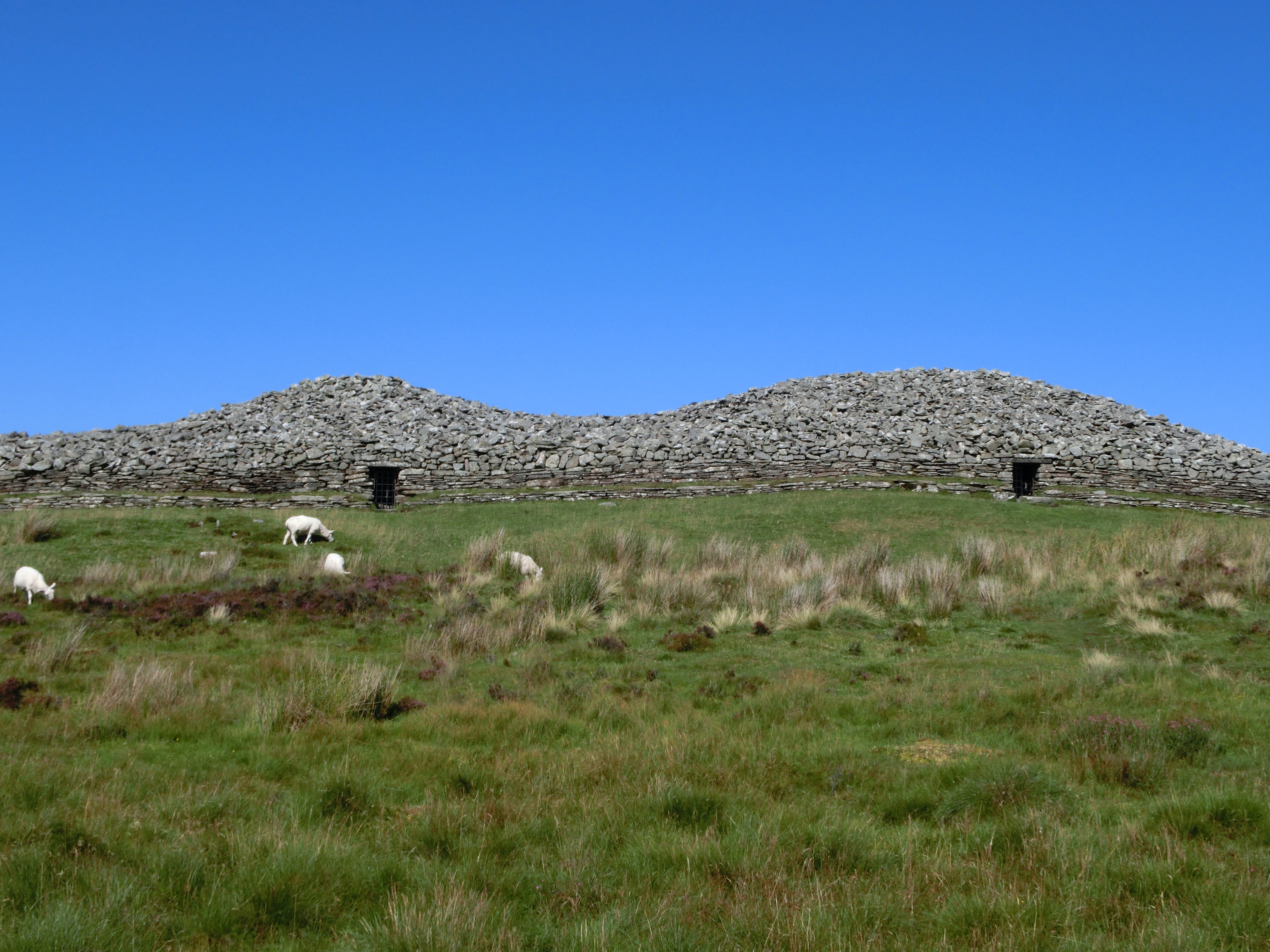
Tumuli di Camster.
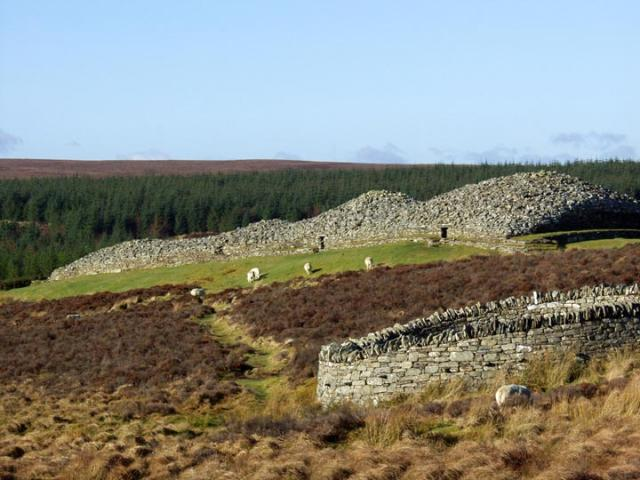
I tumuli grigi di Camster. Questi tumuli sono aperti al pubblico.
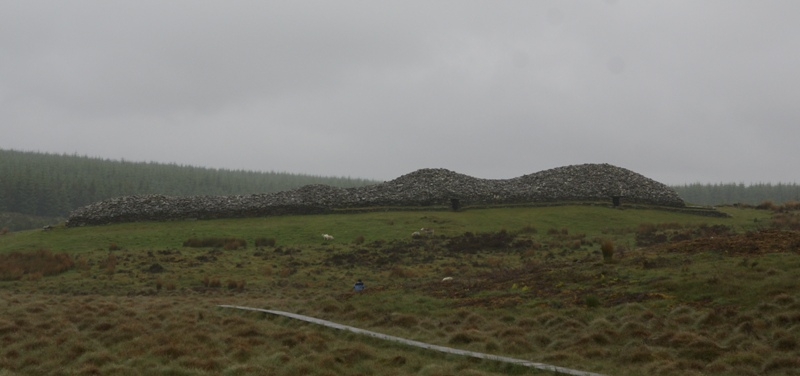
Grey Cairns of Camster, Caithness, Scotland - Camster Long Cairn, exterior
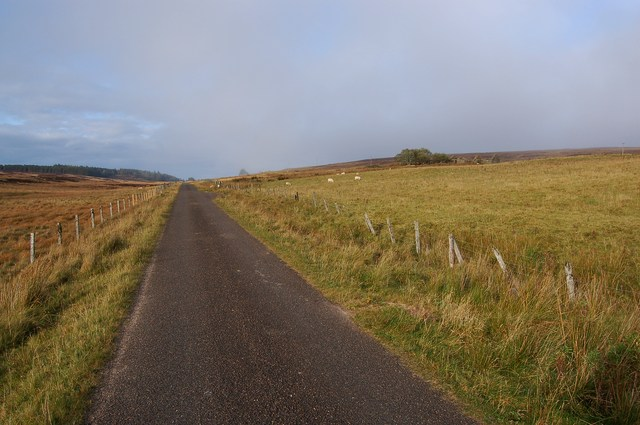
Remote road the in the flow country